# 바이스 (도구)

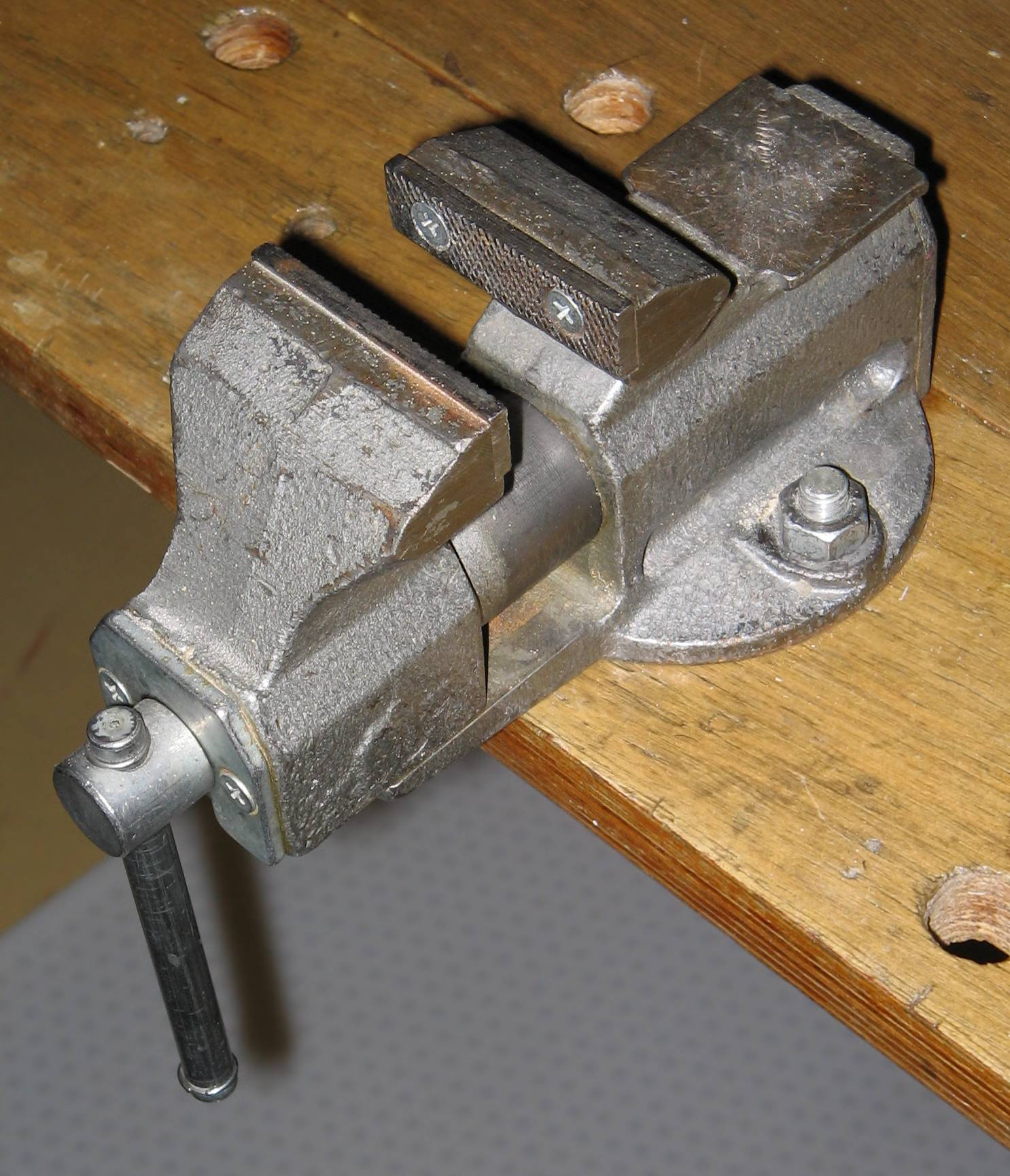
바이스

바이스(Vise 또는 vice)는 대상물을 두 돌기 사이에 끼워 고정하는 공구이다. 기계를 가공하거나 목공 따위에서 작은 재료를 작업대에 고정시키는데 쓰는 도구이다.

## 같이 보기
- 조임틀